# Университетский колледж Линкольна
Университетский колледж Линкольна (англ. Lincoln University College) в Петалинг-Джая (Малайзия) — частное учебное заведение, предоставляющее услуги высшего образования, одобренное Малайзийским агентством квалификаций (MQA, Национальный аккредитационный совет) и Министерством высшего образования. Расположенный в космополитическом городе Петалинг-Джая, университетский колледж находится недалеко от столицы, Куала-Лумпура.

## История
В 2002 году был основан колледж Линкольна в Петалинг-Джая, а в 2011 году он был переименован в университетский колледж Линкольна.
Университетский колледж Линкольна является ассоциированным членом Ассоциации индийских университетов (AIU), Ассоциации университетов Содружества (ACU), Лондон и членом Международной ассоциации университетов (IAU), Париж.
Основатели и администраторы колледжа — академики, которые стремятся помочь студентам раскрыть свой потенциал в мире образования, исследований и трудоустройства. Основное внимание в колледже Университета Линкольна уделяется студентам. Философия колледжа заключается в том, что каждый имеет право на образование, чтобы улучшить свою жизнь, продвинуться по карьерной лестнице и достичь желаемого уровня личного успеха.
По состоянию на конец 2021 года университетский колледж Линкольна имел кампус в Петалинг-Джая, а также клинический кампус в Кота-Бару.

## Аккредитация и рейтинги
Университетский колледж Линкольна получил рейтинг 5 звезд Министерства высшего образования Малайзии в 2017 и 2019 годах. Университетский колледж Линкольна среди девяти малайзийских университетов, включенных в рейтинг Times Higher Education (THE) University Impact Rankings 2019, занял 80-е место по качеству образования в рейтинге TIMES 2020 года. Университетский колледж Линкольна получил сертификат ISO 9001:2015 в 2019 году.

## Факультеты
- Факультет медицины и наук о здоровье[4];
- Факультет стоматологии;
- Фармацевтический факультет[5];
- Факультет драматургии;
- Факультет сестринского дела[6];
- Факультет бизнеса и бухгалтерского учёта;
- Факультет гостеприимства;
- Факультет компьютерных наук и мультимедиа;
- Инженерный факультет;
- Факультет естественных наук;
- Факультет общественных наук, искусств и гуманитарных наук;
- Центр английского языка[англ.] и Центр общих исследований;
- Центр фундаментальных исследований.

## Зарубежное сотрудничество
Университетский колледж Линкольна сотрудничает со многими международными колледжами и университетами:
- Хаддерсфилдский университет[англ.], Великобритания;
- Хартфордширский университет[англ.], Великобритания;
- Университет Хаага-Хелиа, Финляндия;
- Лондонский университет, Великобритания;
- Кентуккийский университет, США;
- Университет Миссури — Колумбия, США;
- Университет штата Калифорния, США;
- Школа бизнеса и информационных технологий KFA, Непал;
- Непальский бизнес-колледж, Биратнагар, Непал;
- Колледж менеджмента Феникс, Непал;
- Колледж информационного менеджмента и наук (CIMS), Шри-Ланка;
- Непальская академия Линкольна, Непал;
- Университет СИМАД[англ.], Сомали;
- Техасский колледж менеджмента, Непал;
- Национальный учебный центр по трудоустройству, Непал;
- Международный колледж менеджмента и информационных технологий «Линкольн», Непал;
- Академия кулинарного искусства и гостиничного менеджмента, Непал;
- Международный колледж Линкольна в Покхаре, Непал;
- Колледж управления бизнесом Яла Пик, Непал;
- Западный мега-колледж, Непал;
- Колледж Балмики Линкольн, Непал;
- Колледж Линкольна Гринпис, Непал;
- Восточноафриканский университет Сомали;
- Национальный колледж управления и технических наук, Непал;
- Университет Хормууд, Сомали;
- Университет Альфа, Сомали;
- Школа кулинарного искусства Win-Stone, Шри-Ланка;
- Линкольн-колледж, Шри-Ланка;
- Махан Санджеш (Сари), Иран;
- IIPD Мальдивы;
- Акпер Гельвеция Медан, Индонезия;
- Sekolah Tinggi Ilmu Ekonomi LMII Medan, Индонезия;
- Юго-Восточный университет[англ.], Бангладеш;
- Yayasan Mitra Edukasi Global, Индонезия;
- Институт менеджмента Ривер Самон, Мьянма;
- Международный колледж Тринити, Мьянма;
- Языковая школа TEFL на Пхукете, Таиланд;
- Стратфордский университет[англ.], США;
- Техасский уэслианский университет[англ.], США;
- Калифорнийский университет, Риверсайд, США;
- Мельбурнский королевский технологический университет, Австралия;
- KASP Learning Campus, Шри-Ланка;
- Университет Brainware[англ.], Индия;
- Brainware Consultancy, Индия;
- Success Path Educational Consultancy, Непал;
- Институт Фонда Шри-Ланки, Шри-Ланка;
- Northshore College (филиал LUC в Шри-Ланке);

## Галерея

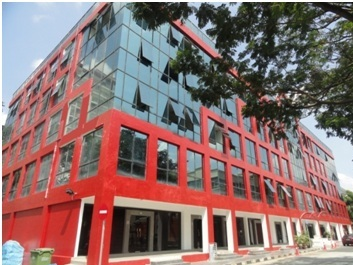
Висма-Линкольн, Келана-Джая
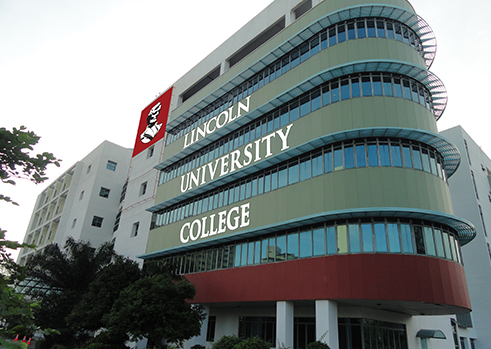
Кампус Келана-Джая